# اوسی‌بی‌سی بانک

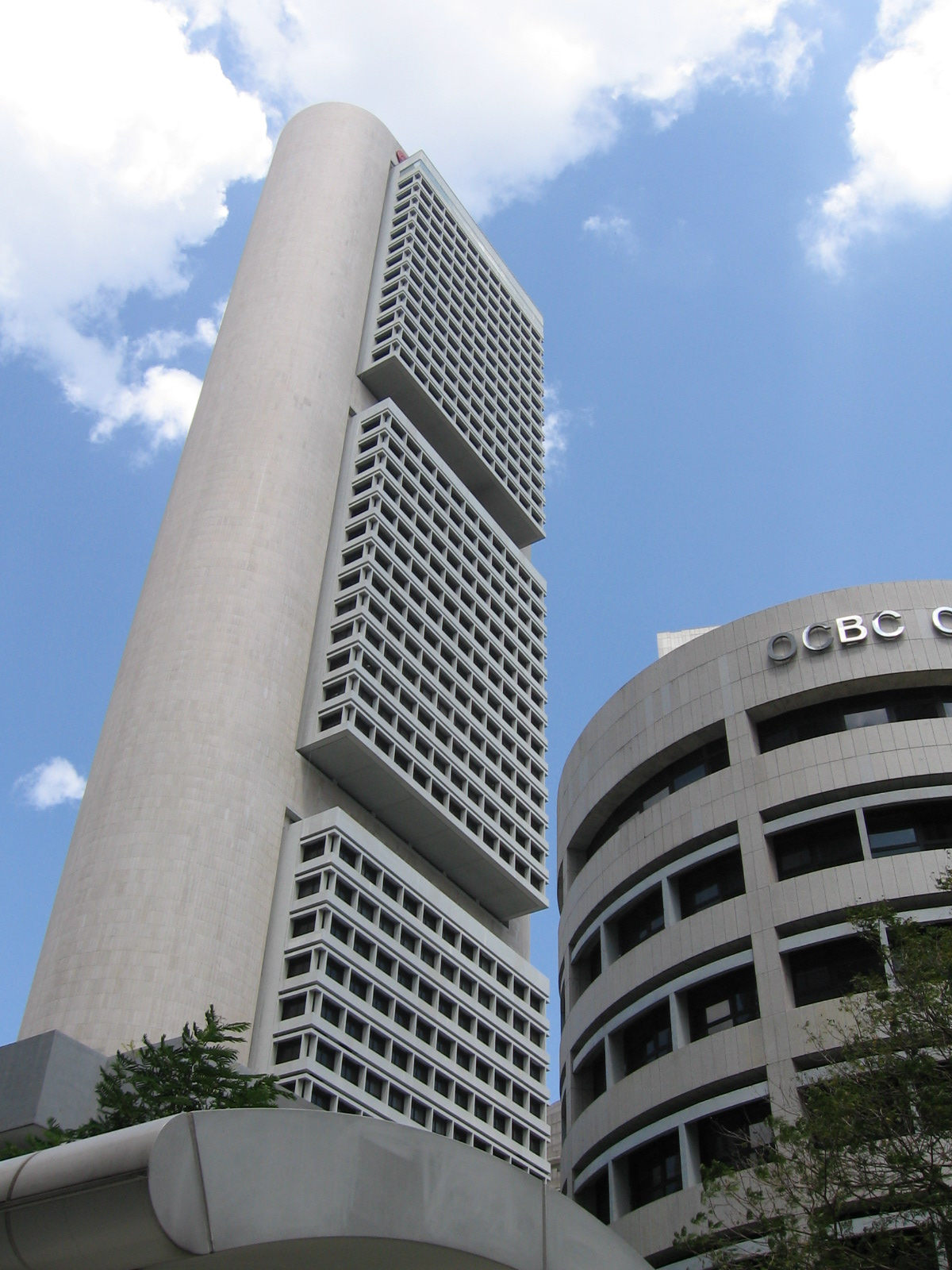
ساختمان مرکزی بانک اوسی‌بی‌سی

اوسی‌بی‌سی بانک (به انگلیسی: OCBC Bank) شرکت خدمات مالی و بانکداری سنگاپوری است، که طیف وسیعی از خدمات بانکی شامل: بانکداری خرد، بانکداری اختصاصی، بانکداری شرکتی، بانکداری سرمایه‌گذاری، مدیریت سرمایه‌گذاری و خدمات بیمه را ارائه می‌کند.
اوسی‌بی‌سی بانک در سال ۱۹۳۲ تأسیس شد و در حال حاضر دارای عملیات در آسیای جنوب شرقی، ژاپن، استرالیا، بریتانیا و ایالات متحده آمریکا می‌باشد و بیشترین شعبه خارجی آن با ۴۱۱ شعبه بانک، در اندونزی قرار دارند.
شعبه مرکزی این بانک در سنگاپور قرار دارد و بخشی از سهام آن در بازار بورس سنگاپور معامله می‌شود.